# جاك جيرفيس
جاك جيرفيس (بالإنجليزية: Jake Jervis) (مواليد 17 سبتمبر 1991 في برمينغهام - إنجلترا) لاعب كرة قدم إنجليزي يلعب حاليا لصالح نادي الدرجة الممتازة برمنغهام سيتي الإنجليزي منذ 2005 في مركز المهاجم .

## روابط خارجية
- جاك جيرفيس على موقع اتحاد تركيا (لاعب) (الإنجليزية)
- جاك جيرفيس على موقع قاعدة بيانات كرة القدم.إي يو (الإنجليزية)
- جاك جيرفيس على موقع Soccerbase.com (لاعب) (الإنجليزية)
- جاك جيرفيس على موقع Soccerway.com (الإنجليزية)
- جاك جيرفيس على موقع عالم كرة القدم.نت (الإنجليزية)